# 大井水管橋
大井水管橋（おおいすいかんきょう）は、東京都品川区の京浜運河を渡る水管橋である。

## 構造
完成は1967年（昭和42年）。京浜運河および運河に沿う首都高速1号羽田線、東京モノレール羽田空港線を跨ぎ越し、西側の品川区東品川と東側の八潮を結んでいる。本橋南側に並行する都道の大井北埠頭橋を、首都高速は下部、モノレールは上部で交差することから立体的な都市景観を形成する。当初の構造は支間長約80×2径間のランガー橋で、全長165m。1200A×2条の送水管は白、アーチ部材は赤く塗装されていた。後述のとおり、西側のアーチはトラス橋に架け替えられた。

## 架け替え
本橋の下を通る首都高速1号羽田線は桟橋構造で、路面高さと海水面とが近く鉄筋の腐食やコンクリートのはく離などが生じていた。このため、2016年より首都高速を、本橋及び大井北埠頭橋の上部を越える高架構造に改築する工事が始められた。大井水管橋のうち首都高速と交差する西側1連は桁高を低くできるトラス構造に改め、道路勾配を抑えることとした。2016年10月24日深夜から翌25日早朝にかけて首都高速を通行止めにし、既存橋を3ブロックに分けて400トン吊りクレーンで撤去した。新設のトラスは八潮寄りのアーチの北側に用意され、2016年11月28日深夜から翌29日早朝にかけて、首都高速を通行止めにして53m縦取り、および8.5m横取りして架設された。この架け替えにより、桁高は既存の10mから4mとなった。